# Tropidion balfourbrownei
Tropidion balfourbrownei är en skalbaggsart som beskrevs av Martins 1968. Tropidion balfourbrownei ingår i släktet Tropidion och familjen långhorningar. Inga underarter finns listade i Catalogue of Life.